# روی تارپلی
روی تارپلی (انگلیسی: Roy Tarpley؛ ۲۸ نوامبر ۱۹۶۴ – ۹ ژانویهٔ ۲۰۱۵) یک بازیکن بسکتبال اهل ایالات متحده آمریکا بود.
از باشگاه‌هایی که در آن بازی کرده‌است می‌توان به دالاس ماوریکس و باشگاه بسکتبال المپیاکوس اشاره کرد. وی چندین بار به دلیل رانندگی در شرایط مستی از حضور در اتحادیه ملی بسکتبال محروم شد.